# آرامگاه ابوعثمان سعید مغربی
آرامگاه سعید بن سلام مغربی مربوط به دوره پهلوی دوم در نیشابور، ۱۰۰ متری حاشیه بلوار جمهوری و راه‌آهن واقع شده و این اثر در تاریخ ۱۰ مهر ۱۳۸۰ با شمارهٔ ثبت ۴۰۳۳ به‌عنوان یکی از آثار ملی ایران به ثبت رسیده است.

## مشخصات و وضعیت
بنای تاریخی آرامگاه سعید بن سلام مغربی در منطقهٔ ده شیخ در حومهٔ شهر نیشابور واقع شده و گمان بر این است که نام این منطقه -که سابقاً یک روستا در این محل واقع بوده است- از شهرت سعید بن سلام مغربی برگرفته شده است. موقعیت این بنا در نیشابور (شهر کهن) در محدوده شرق شهر در میدان زیاد بوده است. این آرامگاه در سال ۱۳۵۵ شمسی بازسازی شد ولی از تاریخ ساخت بنای اوّلیه یا بنای فعلی، اطّلاع دقیقی در دست نیست. پیش از بازسازی، برخی این بنا را به اشتباه مزار سردار معروف آرامگاه ابومسلم یا مقبرهٔ طفلان مسلم قلمداد می‌کردند که پس از بازسازی و کاوش، این نظر مردود تلقّی شد. بنا بر شواهد تاریخی و کتیبه‌ها این آرامگاه و قبر اصلی آن مربوط به سعید بن سلام مغربی است.
در جوار این آرامگاه، ابوعثمان حیری (رازی) و حاج محمود گنجی نیشابوری حکمت علی (از مشایخ سلسله نعمت‌اللهی سلطان علیشاهی گنابادی نیز مدفون هستند. آرامگاه ابوعثمان مغربی قبرستان عمومی می‌باشد.

## مشخصات آرامگاه شیخ ابوعثمان مغربی
این آرامگاه شامل چهار حجره در چهار جهت، نمای گنبدخانه چلیپایی شکل و اتاق‌های مجاور مربع شکل است. در حال حاضر این مکان زیارتگاه و محل برگزاری مجالس دراویش سلسله نعمت‌اللهی سلطان علیشاهی گنابادی (مجالس صبح جمعه) در شهر نیشابور است.
موقعیت این بنا در نیشابور (شهر کهن) در محدوده شرق شهر در میدان زیاد بوده است.
در مورد قدمت بنای فعلی اختلاف نظر است. با توجه به سازه‌های دوران تیموری و نمونه‌های مشابه آن در ایران می‌توان بنای آن را به دوران تیموری نسبت داد که بعدها به کاشی‌کاری هفت رنگ مزین شده است و با توجّه به نوع رنگ کاشی‌کاری داخلی آن به اواخر قاجاریه و اوایل پهلوی برمی‌گردد؛ و کاشی کاری‌های بیرونی نیز مربوط به دوره پهلوی دوم است.
داخل بنا با گچ‌کاری ساده‌ای پوشیده شده است و کف آن هم با قالی‌هایی اهدایی صوفیان مفروش شده است.

## معماری
آرامگاه مغربی در منطقهٔ «ده شیخ» در حومه شهر نیشابور قرار دارد و دلیل این نام منطقه این است که سابقاً یک روستا در این محل قرار داشته که به خاطر شهرت سعید ابن سلام مغربی به آن ده شیخ خوانده شده است. تاریخ دقیقی در اسناد تاریخی برتی ساخت بنای آرامگاه موجود نمی‌باشد. بعد از بازسازی شدن آرامگاه ابوعثمان سعید مغربی آن را با آرامگاه ابومسلم با مقبرهٔ طفلان مسلم اشتباه می‌کنند. براساس شواهد تاریخی و کتیبه‌ها این آرامگاه به سعید بن سلام مغربی تعلق دارد. درمورد قدمت بنای فعلی آرامگاه اختلاف نظر است. با توجه به نوع و سبک معماری دوران تیموری و نمونه‌های مشابه ساره درایران از آن دوره، آرامگاه را به دوران تیموری نسبت داده‌اند. با گذر زمان کاشی کاری هفت رنگ به عنوان تزئینات به بنا اضافه شده است. برخی این کاشی کاری‌ها به اواخز دوران قاجار و اوایل دوران پهلوی اول مربوط است و برخی دیگر به دوران پهلوی دوم مربوط می‌باشد. فضای داخلی بنا را با گچ کاری ساده ای تزئین شده است و کف ساختمان را با قالی‌های اهدایی صوفیان فرش شده است. آرامگاه ابوعثمان سعید در سال ۱۳۵۵ شمسی به دستور حاج سلطان تابنده رضاعلی شاه و به هزینه آقایان حاج عبدالله مظلوم، غلامحسین بدیعی، جلال الدین داودی در ماه محرم مرمت و بازسازی شد.

## بازسازی و تجدید بنا
چنان‌که در کاشی کاری موجود در بنا اشاره شده و تصویر آن در ذیل آمده است این بنا در سال ۱۳۵۵ شمسی به امر مرحوم حاج سلطانحسین تابنده رضاعلیشاه، قطب وقت سلسله نعمت‌اللهی سلطانعلیشاهی گنابادی مرمت گردید. مرمت و تجدید بنای مزار، به هزینهٔ آقایان حاج عبدالله مظلوم، غلامحسین بدیعی، جلال الدین داودی و به سعی حاج حسن کارگر در ماه محرم ۱۳۹۷ قمری برابر دی ماه ۱۳۵۵ شمسی انجام پذیرفته است.

## نگاره‌ها

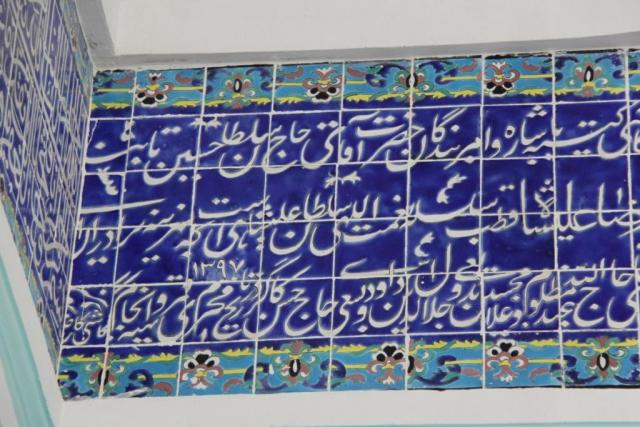
کاشی کاری در بنای آرامگاه شیخ مغربی
باغ آرامگاه